# 日本名作劇場
『日本名作劇場』（にほんめいさくげきじょう）は、ディスクプランが2008年（平成20年）7月30日にリリースをスタートした、日本映画のパブリックドメインDVDのレーベルである。現状の最新は2009年（平成21年）7月15日リリースまでの全34巻、全33タイトル（欠番1）である。定価税込1,000円。発売元のディスクプランについても述べる。⇒ #ディスクプラン

## 略歴
1. 2008年7月30日、第1巻『赤城から来た男』 - 第8巻『東京オリンピックニュース』 、8タイトル
2. 2008年9月25日、第9巻『小雀峠』 - 第16巻『弥次喜多善光寺詣り』 、7タイトル（欠番1 - 第10巻）
3. 2009年2月25日、第17巻『決戦荒神山』 - 第20巻『我等かく戦えり』 、4タイトル
4. 2009年5月28日、第21巻『野狐三次』 - 第28巻『続水戸黄門』 、8タイトル
5. 2009年7月15日、第29巻『放浪三昧』 - 第34巻『百萬両秘聞 第二編』 、6タイトル

## 概要
サイレント映画であるかトーキー、劇映画であるかドキュメンタリー映画、あるいはニュース映画であるかにこだわりのないセレクションである。第10巻が欠番であり、全34巻、全33タイトルが1年間にリリースされた。全33タイトル中5タイトルが劇映画以外、のこる劇映画は、15タイトルがサイレント映画、トーキーは13タイトルである。
10タイトルに関して、DVD化するにあたり原題の改題がなされている。1925年（大正14年）の公開時には前篇・後篇に分かれていた『江戸怪賊伝 影法師』は、収録尺数が65分と半分以下となり、『影法師』と改題された。第13巻『アチャコ青春日記』は、1939年（昭和14年）に『思ひつき夫人』として約77分のオリジナル尺で製作・公開されたが、現存するプリントは第二次世界大戦終了後に再公開された短縮版であり、DVDは再公開題をそのまま使用している。第14巻『横浜に現れた! 鞍馬天狗』の場合は経緯が複雑で、1942年（昭和17年）に『鞍馬天狗』、あるいは『鞍馬天狗横浜に現る』の題名で公開されたものをのちに『鞍馬天狗 黄金地獄』と改題しているが、そのいずれとも異なるタイトルになっている。第16巻『弥次喜多善光寺詣り』は、1921年（大正10年）に『弥次喜多 前篇 善光寺詣りの巻』の題名で製作・公開されているもので、これには『弥次喜多 後篇』という続篇があったが、現存してはいない。第30巻『かげろう怪盗伝』は、1933年（昭和8年）に『艶姿影法師 陽炎篇』として公開された作品であり、まったく異なり、同作には翌1934年（昭和9年）に製作・公開された『艶姿影法師 蒼窓篇』という続篇が存在する。
完全な形で現存していない作品のフィルム断片のみで1タイトルを構成するものがあるのが特徴で、収録尺数のもっとも短いものは、第21巻『野狐三次』の「15分」で、これは同作のオリジナル尺の1/5程度の長さである。ほかに30分に満たないタイトルは、第9巻『小雀峠』（27分、オリジナル約60分）、第23巻『実録忠臣蔵』（17分 / オリジナル『忠魂義烈 実録忠臣蔵』約180分）、『続水戸黄門』（24分 / オリジナル約220分）の3タイトルがある。
第24巻『尊王攘夷』は、『建国史 尊王攘夷』として1927年（昭和2年）に全15巻・約266分の長尺ものとして公開されたものであるが、現在、東京国立近代美術館フィルムセンターにも、マツダ映画社にも所蔵されていない。第22巻『御誂次郎吉格子』の収録尺数は「56分」で、マツダ映画社が所有する65分のプリントよりも9分、東京国立近代美術館フィルムセンターが所蔵する79分のプリントよりも23分短い。公式ウェブサイトにDVD化するにあたって使用されたプリントの出所等については記載されていない。

## フィルグラフィ
1. 『赤城から来た男』 
  - 監督木村恵吾、脚本新藤兼人、主演大河内傳次郎、大映京都撮影所、1950年、収録94分 / 原版同
2. 『影法師』 : 原題『江戸怪賊伝 影法師 前篇・後篇』 
  - 監督二川文太郎、原作・脚本寿々喜多呂九平、主演阪東妻三郎、東亜マキノ等持院撮影所、1925年、収録65分 / 原版約140分
3. 『三萬両五十三次』
  - 監督・脚本木村恵吾、原作野村胡堂、主演大河内傳次郎、大映京都撮影所、1952年、収録65分 / 原版同
4. 『虚無僧系図』
  - 監督押本七之輔、原作吉川英治、脚本八尋不二、主演羅門光三郎、大映京都第一撮影所、1943年、収録75分 / 原版分
5. 『日本の飛躍ここに十五年』
  - 監修大宅壮一・五所平之助、構成・脚本大方広男、日本プロダクション / 松竹、1959年、収録86分 / 原版同
6. 『20世紀の足跡』
  - 詳細不明、製作年不明、収録59分 / 原版不明
7. 『嵐の中の日本』
  - 詳細不明、製作年不明、収録54分 / 原版不明
8. 『東京オリンピックニュース』
  - 詳細不明、1964年、収録29分 / 原版不明
9. 『小雀峠』
  - 監督沼田紅緑、原作・脚本寿々喜多呂九平、主演阪東妻三郎、マキノ映画製作所等持院撮影所、1923年、収録27分 / 原版約60分
10. 欠番
11. 『荒獅子 (八荒飛龍剱)』 : 原題『荒獅子』
  - 監督松田定次、原作・脚本比佐芳武、主演嵐寛寿郎、日活京都撮影所、1938年、収録67分 / 原版約70分
12. 『牢獄の花嫁』
  - 監督荒井良平、原作吉川英治、脚本稲垣浩、主演阪東妻三郎、日活京都撮影所、1939年、収録96分 / 原版約105分
13. 『アチャコ青春日記』 : 原題『思ひつき夫人』
  - 監督齋藤寅二郎、原作菊田一夫、脚本小國英雄、主演花菱アチャコ、東宝映画京都撮影所、1939年、収録50分 / 原版約77分[2]
14. 『横浜に現れた! 鞍馬天狗』 : 原題『鞍馬天狗』、あるいは『鞍馬天狗横浜に現る』のち改題『鞍馬天狗 黄金地獄』
  - 監督・脚本伊藤大輔、原作大佛次郎、主演嵐寛寿郎、大映京都撮影所、1942年、収録64分 / 原版107分[3]
15. 『若い人』
  - 監督市川崑、原作石坂洋次郎、脚本内村直也・和田夏十・市川崑、主演池部良・島崎雪子、東宝、1952年、収録73分 / 原版114分
16. 『弥次喜多善光寺詣り』 : 原題『弥次喜多 前篇 善光寺詣りの巻』
  - 監督辻吉郎・小林弥六、主演尾上松之助、日活京都撮影所、1921年、収録47分 / 原版約65分
17. 『決戦荒神山』
  - 監督金田繁・大伴麟三、原作・脚本小国京二、主演月形龍之介、東活映画社 / 宝塚キネマ、1942年、収録48分 / 原版約85分
18. 『十字路』
  - 監督・脚本衣笠貞之助、主演阪東寿之助・千早晶子、衣笠映画聯盟・松竹京都撮影所 / 松竹キネマ、1928年、収録74分 / 原版約75分
19. 『右門捕物帖 一番手柄 南蛮幽霊』 : 原題『右門一番手柄 南蛮幽霊』
  - 監督橋本松男、原作佐々木味津三、脚本山中貞雄、主演嵐寛寿郎、嵐寛寿郎プロダクション、1929年、収録66分 / 原版約70分
20. 『我等かく戦えり』
  - 詳細不明、製作年不明、収録60分 / 原版不明
21. 『野狐三次』
  - 監督小石栄一、原作・脚本赤木一平、主演林長二郎、松竹下加茂撮影所、1930年、収録15分 / 原版約75分
22. 『御誂次郎吉格子』
  - 監督・脚本伊藤大輔、原作吉川英治、主演大河内傅次郎、日活太秦撮影所、1931年、収録56分 / 原版約100分
23. 『実録忠臣蔵』 : 原題『忠魂義烈 実録忠臣蔵』
  - 監督マキノ省三、脚本山上伊太郎・西条照太郎、主演伊井蓉峰、マキノ・プロダクション、1928年、収録17分 / 原版約180分
24. 『尊王攘夷』 : 原題『建国史 尊王攘夷』
  - 監督・原作・脚本池田富保、主演山本嘉一、日活太秦撮影所、1927年、収録120分 / 原版約266分
25. 『鴛鴦旅日記』
  - 監督稲垣浩、原作・脚本山名英子、主演片岡千恵蔵、片岡千恵蔵プロダクション、1929年、収録31分 / 原版約85分
26. 『すっ飛び駕』
  - 監督マキノ雅弘、原作子母沢寛、脚本伊藤大輔、主演大河内伝次郎、大映京都撮影所、1952年、収録85分 / 原版98分
27. 『狐の呉れた赤ん坊』
  - 監督・脚本丸根賛太郎、原作谷口善太郎・丸根賛太郎、主演阪東妻三郎、大映京都撮影所、1945年、収録82分 / 原版85分
28. 『続水戸黄門』
  - 監督・原作・脚本池田富保、主演山本嘉一、日活太秦撮影所、1928年、収録24分 / 原版約220分
29. 『放浪三昧』
  - 監督稲垣浩、原作・脚本伊丹万作、主演片岡千恵蔵、片岡千恵蔵プロダクション、1928年、収録40分 / 原版約85分
30. 『かげろう怪盗伝』 : 原題『艶姿影法師 陽炎篇』
  - 監督仁科熊彦、原作・脚本西条照太郎、主演大谷日出夫、宝塚キネマ、1933年、収録54分 / 原版約110分
31. 『元禄快挙余譚 土屋主税 落花編』 : 原題『元禄快挙余譚 土屋主税 落花の巻』
  - 監督犬塚稔、原作緑園子、脚本冬島泰三、主演林長二郎、松竹下加茂撮影所、1937年、収録52分 / 原版約100分
32. 『元禄快挙余譚 土屋主税 雪解編』 : 原題『元禄快挙余譚 土屋主税 雪解篇』
  - 監督犬塚稔、原作緑園子、脚本冬島泰三、主演林長二郎、松竹下加茂撮影所、1937年、収録61分 / 原版約85分
33. 『百萬両秘聞 第一編』 : 原題『百萬両秘聞 第一篇』
  - 監督マキノ省三、原作三上於菟吉、脚本山上伊太郎、主演嵐長三郎、マキノ・プロダクション、1927年、収録57分 / 原版約110分
34. 『百萬両秘聞 第二編』 : 原題『百萬両秘聞 第二篇』
  - 監督マキノ省三、原作三上於菟吉、脚本山上伊太郎、主演嵐長三郎、マキノ・プロダクション、1927年、収録67分 / 原版約85分

## ディスクプラン
ディスクプランは、日本のビデオメーカーである。「日本名作劇場」の「発売元」としてパッケージに記されており、そこに記された所在地以外、個人商店なのか株式会社なのかは不明。「日本名作劇場」の公式ウェブサイトをもつディー・エル・イーコミュニケーションズとの関係も不明である。
- 所在地 : 埼玉県越谷市増元3500番地 [11]
- 電話番号 : 043-968-1231 [11]